# Osiny (Zwoleń)
Pour les articles homonymes, voir Osiny.
Osiny (prononciation : [ɔˈɕinɨ]) est un village polonais de la gmina de Zwoleń dans le powiat de Zwoleń de la voïvodie de Mazovie dans le centre-est de la Pologne.
Il se situe à environ 2 kilomètres au sud-ouest de Zwoleń (siège de la gmina et de la powiat) et 104 kilomètres au sud de Varsovie (capitale de la Pologne).

## Histoire
De 1975 à 1998, le village appartenait administrativement à la voïvodie de Radom.